# Vernéville
Vernéville település Franciaországban, Moselle megyében. Lakosainak száma 676 fő (2022. január 1.). Vernéville Jouaville, Saint-Ail, Saint-Marcel, Amanvillers, Châtel-Saint-Germain, Gravelotte és Rozérieulles községekkel határos.

## Népesség
A település népessége az elmúlt években az alábbi módon változott:
| Lakosok száma | 608  | 622  | 626  | 616  | 634  | 652  | 670  | 673  | 676  |
|               | 2013 | 2015 | 2016 | 2017 | 2018 | 2019 | 2020 | 2021 | 2022 |